# پارک ملی سوچی
پارک ملی سوچی (انگلیسی: Sochi National Park) یک پارک ملی حفاظت‌شده در سرزمین کراسنودار کشور روسیه است.